# Skunki
Skunki (znanstveno ime Mephitidae) so družina sesalcev iz reda zveri, katere predstavniki so razširjeni po Amerikah, razen vrst iz rodu Mydaus, ki živijo na Velikih Sundskih otokih v Jugovzhodni Aziji. Nekoč so jih obravnavali kot poddružino kun, kasnejše analize pa so podprle uvrstitev v samostojno družino.
Najbolj so poznani po močno smrdečih izločkih zadnjičnih žlez, ki so jih v obrambi sposobni tudi usmerjeno škropiti proti vsiljivcu. Po telesni zgradbi so sicer podobni kunam in dihurjem, s črno-belim kožuhom, prehranjujejo pa se pretežno z živalsko hrano – žuželkami, manjšimi sesalci, ptičjimi jajci ipd.
Znanih je 12 danes živečih vrst v štirih rodovih.

## Seznam vrst
| Slika | Rod                                            | Vrsta |
| ----- | ---------------------------------------------- | --- |
|       | Mydaus Cuvier, 1821                            | - teledu (Mydaus javanensis) - Mydaus marchei |
|       | Conepatus Gray, 1837                           | - Conepatus chinga - patagonski surili (Conepatus humboldtii) - vzhodni surili (Conepatus leuconotus) - amazonski surili (Conepatus semistriatus)                                       |
|       | Spilogale Gray, 1865                           | - južni lisasti skunk (Spilogale angustifrons) - zahodni lisasti skunk (Spilogale gracilis) - vzhodni lisasti skunk (Spilogale putorius) - pritlikavi lisasti skunk (Spilogale pygmaea) |
|       | Mephitis Geoffroy Saint-Hilaire & Cuvier, 1795 | - kapucasti skunk (Mephitis macroura) - progasti skunk (Mephitis mephitis) |